# Тишевица
Тишѐвица е село в Северозападна България. То се намира в община Враца, област Враца.

## География
Село Тишевица се намира на 22 км източно от град Враца. Разположено е в южната част на Пещенската котловина, оградена от юг от бърдото Веслец, а на север от високия рид – Страница и Борованската могила – последните възвишения на предбалкана. На запад котловината се ограничава от височината Милин камък, а на изток – от разклоненията на сливащите се бърдо Веслец и Страница. Землището на село Тишевица граничи с тези на селата – Вировско и Горна Бешовица – източно, Кален и Горна Кремена – южно, Горно Пещене – северозападно, Голямо Пещене – северно.
Селото се намира на 294 м надморска височина. Югоизточната страна на тишевишкото землище е силно пресечена, а северозападната е равнинна и отворена към север. По-обширни равнинни места са: Мраморска поляна, Ливадено, Липов дол, Орниците, Варниците, Шатриля, Прогоня, Мазния дол и др.
Землището на селото обхваща 22 687 дка площ. От тях 13 700 дка са ниви – обработваема земя, където се отглеждат лозя, царевица, пшеница, ечемик, овес, слънчоглед и др.
Климатът е умереноконтинентален, с топло лято и студена зима. Почвите са 70 % сиви горски, 20 % тъмно сиви горски и 10 % алувиално-ливадни. Валежите са нормални.
Районът е карстов и беден на водни ресурси. На изток, северно от Милин камък се намира река Батолия. Надлъжни хълмове ограждат тесни долини, през които лъкатушат притоците на река Скът. Районът на север от Маняшки връх (най-високата част на бърдо Веслец) е известен с наименованието Речка и Подвеселеца. Тук река Скът приема малки десни притоци – Речка, Тишевишка бара и Банишката бара. Левите притоци са Мраморчица и Банишката бара. Първият приток извира от южния склон на Милин камък. Банишката бара води началото си от „езерото“ и се подсилва значително от изворите на село Баница. На север през равнината река Скът минава на границата с тишевишкото землище (северозападна посока) и събира водите си от тези на река Огоста, близо да мястото на вливането им в река Дунав. Източно през землището на село Тишевица тече и река Енева. Тя извира от бърдото Веслец и пълни басейна на язовир Енева. Югозападно от селото има два притока, единият идва от м. Преслопа, а другият от м. Клисурата. По тези ръкави или долове се събира водата на топящите се снегове и валежи и пълнят басейна на язовир „Под кръста“. След язовира теза води се вливат в Тишевишката бара, северозападно от села Тишевица.
Растителността е важен компонент от природната среда. Горите са зеленото богатство на страната ни. В землището на село Тишевица има широколистни и иглолистни гори. Тук се срещат: дъб, бряст, горун, шестил, клен, габър, цер, ясен, липа, кестен и др. От иглолистните преобладават борът и елата.
Храстовидната растителност също е добре представена. Срещат се люляк, смрадлика, леска, малина, глог, шипка, къпина, дрян и др.
Тук има обширни пасища и ливади с разнообразна тревна растителност. Най-голям интерес представляват билките. Тук растат маточина, жълт кантарион, ранилист, трицветна теменуга, камшик, гръмотрън, овчарска торбичка и др.
В района са установени около 1500 вида животни. От тях 350 вида птици, 96 бозайници, 37 вида влечуги и др.
От влечугите се срещат: пепелянката, усойницата, водната змия, стрелецът и др.
От птиците се срещат: дивата гъска, чучулигата, червеношийката, пъдпъдъкът, дивата кокошка, ястребът, бухалът, кукумявката и др.
От бозайниците се срещат: дивият заек, сърната, лисицата, чакалът, дивата свиня, белката, златката и др.

## История
Първите данни за Тишевица като населено място са от средата на XIV век. То е типично българско село, разположено в средната южна част на Пещенската котловина на 22 км североизточно от областния град Враца. Оградено е на юг от бърдото Веслец, а на изток – от високия рид – Стражница.
Селото е люлка на древна цивилизация – тракийска, византийска и съвременна. Трите местности – Мраморска поляна, Атанасовска лъка и Орниците (Драгльовец) свидетелстват за това. По тези местности е имало селища от античността и Средновековието. В Атанасовска лъка (на името на една от първите фамилии на селото) е намерена обредна плоча с релефно изображение на Бог-конник в ловна сцена – тракийския Херос. Тази обредна плоча е от II—III век и се намира във Врачанския музей.
Другото селище се е намирало на обширна територия, източно от селото, на площ от 400 – 500 дка, наречено Мраморска поляна на името на града Мрамор-града. Тук са развалините на най-голямото в района тракийско и средновековно селище. Открито е сребърно съкровище, което съдържа повече от 1000 бр. български монети, сечени по времето на Втората Българска държава, а също така и монети на сръбските крале и венецианска република, XII – XIV в. Тази находка се намира в Националния исторически музей – София.
В местността „Орниците“ (Драгльовец) са намерени много монети, останки на глинени съдове и покъщнина от тракийско селище.
Името Тишевица произлиза от личното име на човек (Тишо, производно на Трифон).
Поминъкът на селото е земеделие, скотовъдство, лозарство и овощарство, а занаятчийството има разцвет след Османското владичество. В селото се налагат следните занаяти: коларо-железарски, ковашки, дърводелство, бъчварство, строители, каменоделство, обущарство, бръснарство, шивачество, овощарство, тюфекчийство и др.

## Обществени институции
Първото училище в Тишевица е започнало да работи през 1848 г. с пръв учител Дано Иванов. През 1858 г. започнал строежа на църквата и за учител е поканен зографът даскал Петко от Влашко село (дн. с. Царевец), което едновременно преподава в училището и рисува стените на църквата.

## Население
Преброяване на населението през 2011 г.
Численост и дял на етническите групи според преброяването на населението през 2011 г.:
|                     | Численост | Дял (в %) |
| Общо                | 512       | 100,00    |
| Българи             | 396       | 77,34     |
| Турци               | 0         | 0,00      |
| Цигани              | 107       | 20,89     |
| Други               | 0         | 0,00      |
| Не се самоопределят | 0         | 0,00      |
| Неотговорили        | 6         | 1,17      |

## Културни и природни забележителности
Центърът па селото е един от най-компактните и красиви в общината. Около него са разположени всички обществени сгради: Административна сграда, в която се помещават кметството, пощата, читалище, едно от най-големите в Северозападна България, с голям салон от 450 места и 12 000 тома книжен фонд. На Тишевишка сцена са гостували Северняшкият ансамбъл за народни песни, Ансамбълът за народни песни и танци „Филип Кутев“, народният певец Павел Сираков и Костадин Гугов, Мистър Сенко и Мистър Орфи – илюзионисти; самостоятелна училищна сграда – прогимназия „Св. Климент Охридски“; Комбинирана сграда, в която се намират здравната служба, целодневната детска градина и пенсионерски клуб; храм „Св. Архангел Михаил“ – паметник на културата, построен от нашите прадеди през 1858 г. и обновен през 2003 г. Той е бил повече от 25 години килийно училище, стенописната стена „Страшният съд“, изографисана от възрожденеца даскал Петко от с. Царевец и възстановена от студенти от НХА – София през 2004 г. е истински шедьовър на изкуството; потопена в земята селска чешма, възстановена през 2001 г.; паметник на загиналите тридесет и трима войници, построен през 2004 г.
В природата на землището се срещат много видове лечебни билки и има условия за развитие на култивираното билкопроизводство.
Има условия и за развитие на селски туризъм.

## Редовни събития
Празниците и обичаите са основен елемент в бита и културата на българина. С поддържането им тишевичени обогатяват и предават от поколение на поколение хубавите семейни и групови традиции. Селският събор се празнува на 21 ноември.

## Личности
Родени в Тишевица
- проф. Данка Пеева – лекар,
- Иван Донов Иванов – полк. от Българска армия,
- проф. Марин Мариновски – математик,
- Димитър Иванчев (1897 – 1966), политик от Българския земеделски народен съюз и народен представител,
- Даниела Късовска – журналист,
- Данаил Дилков – архитект,
- Коцо Коцев – машинен инженер,
- Светла Луканова – юрист,
- Благой Нинов – геолог,
- Елена Синигерска – физик,
- Димитър Милков – художник,
- Георги Лилов – психолог,
- Диана Тошева – стоматолог,
- Ириней Цветков – народен представител,
- Тодор Данински (1932 – 1991) – бивш кмет на селото.